# William Alexander Julian

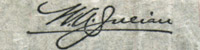
Unterschrift von William Alexander Julian

William Alexander Julian (* 6. August 1870 im Franklin County, Kentucky; † 29. Mai 1949 in Bethesda, Maryland) war ein US-amerikanischer Bankier, Geschäftsmann und Regierungsbeamter.

## Werdegang
William Alexander Julian wurde ungefähr fünf Jahre nach dem Ende des Bürgerkrieges auf einer Farm im Franklin County geboren und wuchs wahrscheinlich dort auf. Über seine Jugendjahre ist nichts bekannt. Julian graduierte am Dodds College in Frankfort (Franklin County). Er zog dann nach Ohio und ließ sich in Cincinnati (Hamilton County) nieder, wo er als Clerk in einer Bank arbeitete. Später eröffnete er eine winzige Schuhfabrik an Eighth and Main Streets. Er wurde zuletzt Präsident der Julian & Kokenge Company, den überregionalen Schuhhersteller in der sogenannten daylight Fabrik an der Fourth Street unweit der Pike Street in Cincinnati. Julian war über viele Jahre Vizepräsident der Citizens National Bank und Präsident der Queen City Trust Company. Ferner war er der erste Präsident der First National Bank in Bethel (Ohio).
Er war Mitglied der Demokratischen Partei. 1920 kandidierte er erfolglos für einen Sitz im US-Senat. Er nahm in den Jahren 1924, 1932, 1940 und 1948 als Delegierter für Ohio an den Democratic National Conventions teil. Präsident Franklin D. Roosevelt ernannte ihn zum Treasurer of the United States. Julian wurde durch den Präsidenten Harry S. Truman wiederernannt. Er bekleidete den Posten vom 1. Juni 1933 bis zu seinem Tod 1949. Am 29. Mai 1949 verstarb er bei einem Autounfall in Bethesda (Montgomery County).
Er war mit Gertrude Means verheiratet, Tochter eines früheren Bürgermeisters von Cincinnati. Die Ehe blieb kinderlos. Sie verstarb am 26. März 1948 im Alter von 80 Jahren.